# 쓰촨 파오차이

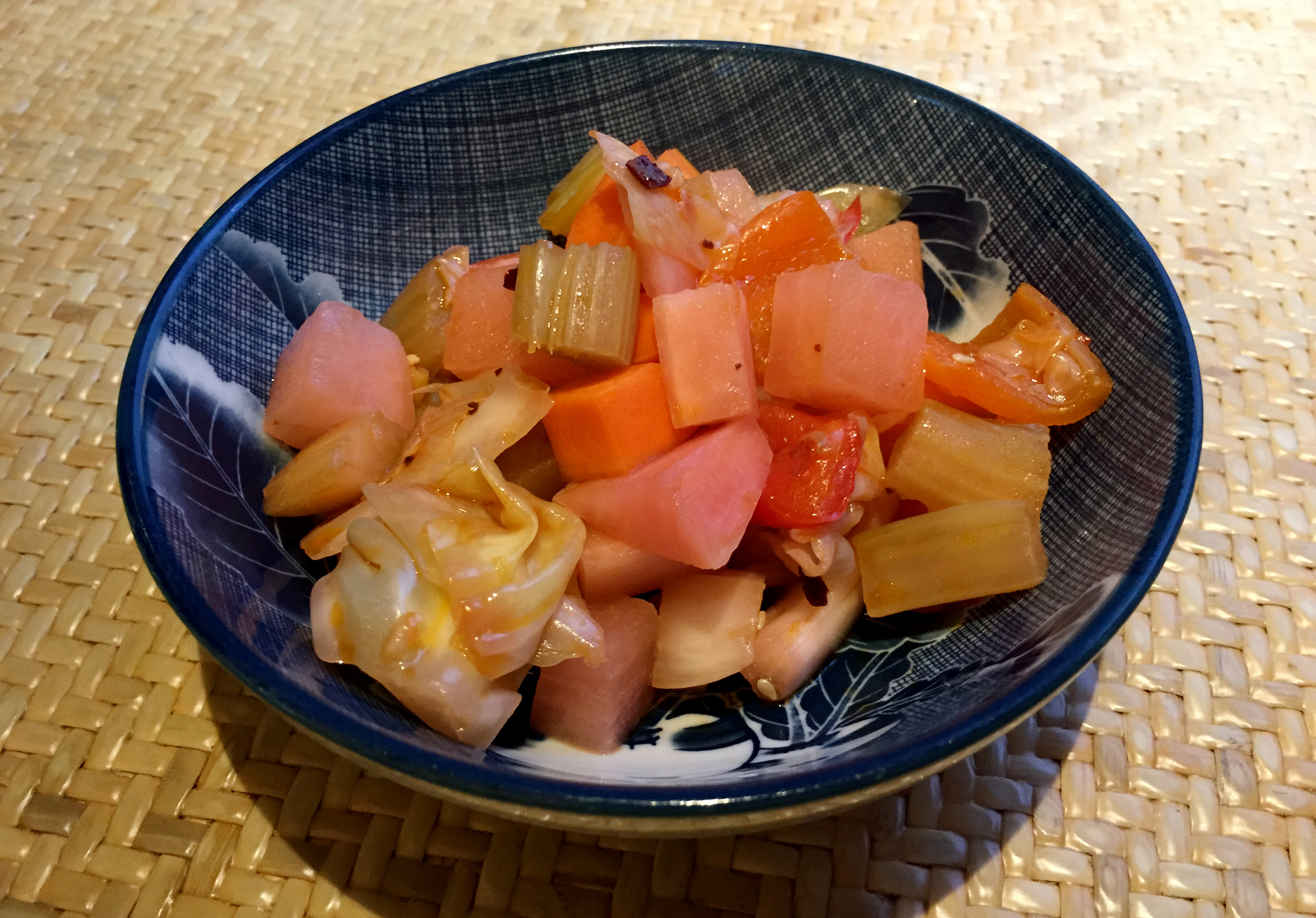
쓰촨 파오차이

쓰촨 파오차이(중국어: 四川泡菜, 한어 병음: Sìchuān Pàocài, 쓰촨어 병음: Si4cuan1 Pao4cai4)는 중국 쓰촨성과 충칭시의 절임 음식이다. 쓰촨성과 충칭시에서는 모임, 연회에서는 여러 음식의 별미를 맛본 다음에 여러 가지 색을 띠는 파오차이를 함께 먹으면서 입맛을 조절하고 술을 마실 때에 오는 느끼함을 덜어주는 효과를 낸다.
쓰촨 파오차이를 만들기 이전에는 소금, 맛술, 바이주, 흑설탕, 다양한 향신료로 만든 소금물을 특제 토기 김치 단지에 부어둔다. 계절마다 채취한 뿌리, 줄기, 과일, 잎채소(각종 무, 고추, 연한 생강, 쓴 오이, 가지, 동부, 마늘종, 양배추, 청경채 등)를 씻은 다음에 단단히 봉하는데 일정 기간 동안에 젖산이 발효되면 쓰촨 파오차이가 완성된다.
쓰촨 파오차이는 저장하기 쉽고 먹기도 편하며 직접 반찬으로 먹을 수도 있다. 파오차이 생선 요리, 쏸차이 닭고기 순두부찌개, 생선 향기가 없는 반찬에 생강, 고추를 더하면 별미도 더해진다.

## 원료
쓰촨 파오차이의 원료는 채소의 뿌리, 줄기, 잎, 열매이지만 모든 채소가 파오차이의 원료로 쓰이는 것은 아니다. 파오차이의 원료는 빛깔이 산뜻하고, 질감이 부드럽고, 축이 없고, 구김이 없고, 부패가 없으며, 벌레나 사람에 의해 손상된 흔적이 없는 것을 선택해야 한다.
- 봄 채소: 청경채, 상추, 마늘종, 양배추의 잎과 줄기, 죽순, 배추 꽃잎 등
- 여름 채소: 고추, 동부, 강낭콩, 녹색 콩, 완두콩, 누에콩, 마늘, 여주, 오이, 양배추 알줄기, 가지, 양파 등
- 가을 채소: 연한 생강, 양파, 풋고추, 줄, 연근, 단고추, 부추 꽃, 작두콩, 고구마, 초석잠 등
- 겨울 채소: 무, 당근, 청경채의 머리 부분, 죽순, 콜리플라워, 셀러리, 소귀나물, 차요테, 배추, 고구마 등

## 같이 보기
- 파오차이